# Бимон, Боб
Роберт (Боб) Бимон (англ. Robert «Bob» Beamon; род. 29 августа 1946, Куинс, Нью-Йорк) — американский легкоатлет (прыжки в длину).
Бимон вошёл в историю лёгкой атлетики своим феноменальным прыжком на 8,90 м в финале Олимпиады 1968 года в Мехико. Этот результат, названный «прыжком в XXI век», на 55 см превышал прежний рекорд Ральфа Бостона и был превзойдён лишь спустя 23 года американским прыгуном Майком Пауэллом на чемпионате мира 1991 года в Токио на 5 см. Результат Бимона более 55 лет остаётся олимпийским рекордом и третьим результатом в истории прыжков в длину.

## Детство и юность
Боб Бимон родился и вырос в нью-йоркском районе Джамейка (Куинс). Он никогда не видел своего настоящего отца, а его мать, Наоми Бимон (Naomi Brown Beamon), в 25-летнем возрасте умерла от туберкулёза, когда сыну было 11 месяцев. Бимон жил в перенаселённой квартире среди алкоголиков и наркоманов вместе с отчимом, который его часто бил, и бабушкой, которая кормила семью, подрабатывая уборщицей. К 13 годам он торговал на улице марихуаной и в будущем видел себя наркодилером, который управляет дорогой машиной и расплачивается стодолларовыми купюрами.
Бимон учился в одной из печально знаменитых нью-йоркских школ, где учителя перед занятиями обыскивали учеников с целью изъятия оружия и наркотиков. Здесь в нём открылся интерес к лёгкой атлетике и баскетболу. Его любимым видом спорта были прыжки в длину. В 16-летнем возрасте на юношеской олимпиаде, спонсированной местной газетой, он прыгнул на 7,30 м. Первый успех и всеобщее внимание к нему окрылили Бимона. Кроме предмета бескорыстной любви, спорт для Бимона, как и для многих других чернокожих спортсменов, был единственным шансом выбраться из гетто. Бимон участвовал в коммерческих соревнованиях, которые не приносили ему большого дохода. Финансовые трудности усугублялись неудачной женитьбой.
Бимон начал свою карьеру в колледже в Сельскохозяйственном и техническом государственном университете Северной Каролины, чтобы быть рядом со своей больной бабушкой. После её смерти он перешел в Техасский университет в Эль-Пасо, где получил стипендию по легкой атлетике.
В 1965 году, в 19-летнем возрасте, Бимон установил национальный рекорд по тройному прыжку в средней школе и стал вторым в стране по прыжкам в длину (после Ральфа Бостона). В 1967 году он выиграл титул AAU в закрытом помещении и получил серебряную медаль на Панамериканских играх по прыжках в длину.
Бимон был отстранен от работы в Техасском университете в Эль-Пасо за участие в бойкоте соревнований с Университетом Бригама Янга из-за учений Книги Мормона о расах. Товарищ-олимпиец Ральф Бостон стал его неофициальным тренером.

## Перед Олимпиадой в Мехико
Хотя Бимон и не имел громких побед, за исключением серебряной медали на панамериканских играх 1967 года в Виннипеге, перед Олимпиадой 1968 года он считался одним из фаворитов, выиграв 22 из 23 соревнований по прыжкам в длину.
Он совершил несколько далёких прыжков и вплотную приблизился к мировому рекорду, показав в марте 1968 года в Детройте результат 8,30 м. С попутным ветром 3,2 м/с на предолимпийских соревнованиях в Эхо-Саммит (сентябрь 1968 года) он совершил прыжок на 8,39, что на 4 см превышало мировой рекорд Ральфа Бостона и Игоря Тер-Ованесяна, однако по правилам ИААФ не было зафиксировано как новый рекорд.
Спортивные успехи Боба Бимона соседствовали с жизненными неурядицами, разладом в семье и денежными проблемами. Перед Олимпиадой он был исключён из атлетической команды университета Эль-Пасо и лишён стипендии за участие в политическом протесте. Вместе с другими студентами университета он призвал бойкотировать баскетбольную команду мормонского Университета Бригама Янга, поскольку мормоны считались расистской организацией. В результате Бимон остался без тренера, и в подготовке к Олимпиаде большую помощь ему оказал мировой рекордсмен Ральф Бостон.

## Олимпиада в Мехико

Рекордный прыжок Бимона. Мехико, 18 октября 1968 года.

Соревнования в Мехико начались для Бимона неудачно. При квалификационном нормативе 7,65 м он сделал заступы в первых двух квалификационных попытках, однако в третьей по совету Ральфа Бостона подстраховался, сильно недоступил до планки и вышел в финал вторым с результатом 8,19 м. Лучшим в квалификации был Ральф Бостон, показавший 8,27 м.
В день финальных соревнований 18 октября моросил дождь. Бимон был в списке четвёртым по счёту. В первой попытке разбег получился чрезвычайно быстрым, попадание на планку — идеальным, а сам прыжок — очень высоким (более 1,5 м в высшей точке), приземление — мощным и жёстким. Бимон оттолкнулся от песка обеими ногами и выскочил из ямы.
По его собственным словам, он чувствовал, что прыжок получился удачным, и пребывал в хорошем настроении. Следить за результатами соперников и за своими собственными результатами было не в его правилах. «Победы и поражения куются не в мышцах, а в мозгах. Мозги — это огромный фактор в олимпийских соревнованиях. Если бы я ходил смотреть, кто как прыгает, для меня это означало бы, что я не уверен в себе. А неуверенность приносит поражения». Поэтому до самого последнего момента он не знал, насколько далёким получился прыжок.
Между тем зрители, сидевшие на трибунах, и специалисты, наблюдавшие за соревнованиями, прекрасно видели, что Бимон приземлился на дальнем краю ямы, далеко за чертой мирового рекорда. Длину прыжка в Мехико измеряли при помощи специального стержня со шкалой, который был закреплён вдоль ямы и по которому скользил оптический измерительный визир. Шкала была рассчитана на 8,70 м, поэтому судьям пришлось долго искать обыкновенную металлическую рулетку. Судья сказал: «Такого не бывает». Измерение заняло около получаса.
В течение этого получаса Бимон считал, что задержка вызвана неполадками измерителя, однако по разговорам других спортсменов он понял, что вероятно превысил мировой рекорд. Ходили упорные слухи, что Бимон преодолел рубеж 28 футов (8,53 м). Когда был объявлен результат — 8,90 м — Бимону эти цифры ни о чём не говорили, так как он не был знаком с метрическими измерениями. Только когда к нему подошёл Ральф Бостон и сказал: «Ты прыгнул на 29 футов» («You went about 29 feet»), Бимон понял, что совершил нечто феноменальное. После этого с ним случился нервный срыв. Он упал на колени и затрясся всем телом. С большим трудом Бостону и Мэйзу удалось поднять его на ноги. Бимона тошнило, по его лицу текли слёзы.
Прежний мировой рекорд был превзойдён на 55 см — беспрецедентный случай в истории лёгкой атлетики. Сам Бимон вышел в сектор ещё один раз, прыгнул на 8,04 м и пропустил четыре оставшиеся попытки. По его словам, он до последнего момента боялся, что результата 8,90 м не хватит для победы. Только поднявшись на пьедестал, он поверил, что стал чемпионом.
Интересна реакция других спортсменов на прыжок Бимона. Сильнейший английский атлет, чемпион Олимпиады-1964 Линн Дэвис сказал: «Ты уничтожил зтот вид состязаний» («You have destroyed this event»). Слова Игоря Тер-Ованесяна: «По сравнению с этим прыжком мы все — дети».

## После Олимпиады
После Олимпиады, выступая на искусственном покрытии, Бимон получил серьёзное растяжение бедра, от которого так и не смог оправиться. Ему пришлось сменить толчковую ногу с правой на левую, но даже после этого он мог показывать результаты мирового класса.
К травме присоединился психологический прессинг со стороны публики, которая на каждом соревновании ждала от него «космических» прыжков. Бимон, однако ни разу не смог прыгнуть дальше 8,20 м.
Поняв, что прошёл высшую точку своей легкоатлетической карьеры, Бимон ушёл из прыжков. Некоторое время играл в баскетбол, но никогда не играл в игре НБА.

## Дальнейшая судьба
В 1972 году Бимон окончил университет Адельфи со степенью по социологии.
В настоящее время живёт в Майами. Женат третьим браком на Милане Уолтер Бимон. В 1999 году в соавторстве с супругой написал автобиографическую книгу «Человек, который умел летать» (англ. The Man Who Could Fly: The Bob Beamon Story).
Имя Бимона находится в Национальном Зале Славы Легкой атлетики и в Олимпийском Зале Славы Соединенных Штатов.

## Лучшие результаты
Лучшие результаты по годам
| Год                    | 1962 | 1963 | 1964 | 1965 | 1966 | 1967 | 1968 | 1969 | 1970 |
| ---------------------- | ---- | ---- | ---- | ---- | ---- | ---- | ---- | ---- | ---- |
| Результат (м)          | 7,34 | 7,31 | 7,64 | 7,71 | 7,80 | 8,21 | 8,90 | 8,20 | 7,91 |
| Место в мировом списке |      |      |      | 28   | 20   | 4    | 1    | 3    | 17   |

Все прыжки за 8,20 м
| Результат | Место         | Дата       | Ветер    | Примечание                      |
| --------- | ------------- | ---------- | -------- | ------------------------------- |
| 8,21      | Окленд        | 03.03.1967 |          | В зале. Чемпионат США           |
| 8,25      | Канзас-Сити   | 20.01.1968 |          | В зале                          |
| 8,21      | Окленд        | 24.02.1968 |          | В зале. Чемпионат США           |
| 8,33      | Вэлнат        | 27.04.1968 | +4.0 м/с | Ветер выше нормы. Чемпионат США |
| 8,30      | Детройт       | 15.03.1968 |          | В зале. Рекорд мира для залов.  |
| 8,21      | Модесто       | 25.05.1968 |          | Ветер выше нормы                |
| 8,39      | Эхо-Саммит    | 14.09.1968 | +3.2 м/с | Ветер выше нормы. Высокогорье   |
| 8,25      | Эхо-Саммит    | 14.09.1968 |          | Высокогорье                     |
| 8,90      | Мехико        | 18.10.1968 | +2.0 м/с | Рекорд мира. Высокогорье        |
| 8,20      | Сан-Франциско | 04.01.1969 |          | В зале                          |
| 8,20      | Майами        | 28.06.1969 | +0.6 м/с | Чемпионат США                   |

## Соревнования
Панамериканские игры 1967
Виннипег, 04.08.1967
| № | Рез. | Спортсмен           | Страна      |
| - | ---- | ------------------- | ----------- |
| 1 | 8,29 | Бостон, Ральф       | США         |
| 2 | 8,07 | Бимон, Боб          | США         |
| 3 | 7,76 | Клейтон, Уэллеслиen | Ямайка      |
| 4 | 7,50 | Эрнандес, Хосеen    | Куба        |
| 5 | 7,41 | Крус, Самуэльen     | Пуэрто-Рико |
| 6 | 7,37 | Чарленд, Майклen    | Канада      |
| 7 | 7,17 | Пачеко, Абелардоen  | Куба        |
| 8 | 7,12 | Гриноу, Биллen      | Канада      |

Отборочный турнир в олимпийскую сборную США 1968
Эхо-Саммит, 14.09.1968
| № | Рез.  | Ветер | Участник          | Клуб     | Попытки | Попытки | Попытки | Попытки | Попытки | Попытки |
| - | ----- | ----- | ----------------- | -------- | ------- | ------- | ------- | ------- | ------- | ------- |
| 1 | 8,39w | 3,2   | Бимон, Боб        | HS       | 8,39w   | 8,25    | –       | –       | –       | –       |
| 2 | 8,26w | 5,0   | Бостон, Ральф     | Striders | 8,26w   | ×       | –       | –       | –       | –       |
| 3 | 8,16w |       | Мэйс, Чарльзen    | GSB      | 7,94w   | 7,68    | ×       | 8,12w   | 8,16w   | 7,84    |
| 4 | 8,09  |       | Шинник, Филen     | USAF     | 7,72    | 8,09    | 7,93    | ×       | 8,07    | 8,07    |
| 5 | 7,99  |       | Проктор, Джерриen | Redlands |         |         |         |         |         |         |
| 6 | 7,98  |       | Хопкинс, Гэйлen   | Unat     |         |         |         |         |         |         |
| 7 | 7,76  |       | Чифтон, Томen     | Knox TC  |         |         |         |         |         |         |
| 8 | 7,72  |       | Уитли, Стэнen     | Kansas   |         |         |         |         |         |         |
| 9 | 7,39  |       | Миллер, Биллen    | Unat     |         |         |         |         |         |         |

 Олимпийские игры 1968
Мехико, Национальный стадион, 17—18.10.1968
| # | Рез. | Спортсмен           | Лет | Страна    | Квалиф. | Квалиф. | Квалиф. |  | Финал | Финал | Финал | Финал | Финал | Финал | Пр. |
| - | ---- | ------------------- | --- | --------- | ------- | ------- | ------- |  | ----- | ----- | ----- | ----- | ----- | ----- | --- |
| 1 | 8,90 | Бимон, Боб          | 22  | США       | ×       | ×       | 8,19    |  | 8,90  | 8,04  | –     | –     | –     | –     | WR  |
| 2 | 8,19 | Беер, Клаусen       | 25  | ГДР       | 7,77    | –       | –       |  | 7,97  | 8,19  | ×     | 7,62  | ×     | ×     |     |
| 3 | 8,16 | Бостон, Ральф       | 29  | США       | 8,27    | –       | –       |  | 8,16  | 8,05  | 7,91  | ×     | ×     | 7,97  |     |
| 4 | 8,12 | Тер-Ованесян, Игорь | 30  | СССР      | 7,74    | –       | –       |  | 8,12  | 8,09  | ×     | ×     | 8,10  | 8,08  |     |
| 5 | 8,09 | Лепик, Тынуen       | 22  | СССР      | 7,91    | –       | –       |  | 7,82  | 8.09  | 7,63  | 7,36  | 7,84  | 7,75  |     |
| 6 | 8,02 | Кроули, Элланen     | 27  | Австралия | ×       | 7,71    | –       |  | ×     | 8,01  | ×     | 7,80  | ×     | 8,02  |     |
| 7 | 7,97 | Пани, Жакen         | 22  | Франция   | 7,91    | –       | –       |  | 7,94  | 7,97  | 7,69  | 7,58  | 7,61  | ×     |     |
| 8 | 7,94 | Стальмах, Анджейen  | 26  | Польша    | 7,60    | 7,48    | 7,70    |  | 7,71  | 7,94  | 7,88  | 7,75  | 7,75  | 7,84  |     |